# Večelkov
Večelkov (in ungherese: Vecseklő) è un comune della Slovacchia facente parte del distretto di Rimavská Sobota, nella regione di Banská Bystrica.